# フィアット・128
フィアット・128（FIAT 128 ）は、イタリアのフィアットが1969年から1985年まで生産した前輪駆動方式の小型乗用車である。
エンジンと変速機を直列配置し、これらを車軸と並列にして車体前方に横置き搭載する、省スペースな前輪駆動方式を実用化した先進的自動車であり、技術・販売の両面で多大な成功を収めた傑作車である。
フィアットの主任設計者ダンテ・ジアコーサによって考案されたこのレイアウトは「ジアコーサ式前輪駆動」と呼ばれ、スペース効率と生産性の高さから、その後世界各国の前輪駆動車の大部分に採用されることになった。

## 開発の経緯

### フィアットにおける前輪駆動導入まで
フィアットが120番台のモデルナンバーを用い始めたのは、社長がビットリオ・バレッタからジャンニ・アニエッリに交代した1966年に発表した後輪駆動セダン「124」からである。それまで開発コードであった「ティーポ124」という呼び名をそのまま車種名に用いた時からの、いわばフィアットの戦後第2世代シリーズにあたる系統であり、128もそのグループに属すると言える。
それ以前のフィアットにおける戦後第1世代シリーズとしては、戦前型を代替するものとして、モノコックボディを導入した一連のモデルが存在した。
- 中型車　1400(1950年)/1900(1952年)　開発ナンバーは「ティーポ101」。フロントエンジン・リアドライブ。戦前からの「フィアット1500」(1935年)の後継モデルに当たる。鈍重な形態だが機能面では1500に比して大きく進歩。1950年代を通じてフィアット量産車の最上級モデルとなる。
- 小型車　1100/103(1953年)　開発ナンバーは「ティーポ103」。戦前1937年からのヒット作・1100(ヌォーヴァ・バリッラ)の後継車で、同様に人気車となる。フロントエンジン・リアドライブ。ヌォーヴァ・バリッラ系1100と区別するため車名に開発ナンバーも添えられた。
- コンパクトカー　600(1955年)　戦前以来のベストセラー500トポリーノ(1936年)の後継車。開発ナンバー「ティーポ100」。フィアット初のリアエンジン・リアドライブ車。
- 超小型車　500（チンクェチェント）(1957年)　600をベースとして更に小型化した超小型車。600と並んで商業的に大成功を収める。

これら第一世代グループは、そのほとんど全てを主任設計者ジアコーサが手がけており、いずれも多大な商業的成功を収めていた。小型の「1100」、中型の「1400」は、いずれも一般的なフロントエンジン・リアドライブ方式を用いて手堅く設計され、実用上十分な性能を得ている。
だがジアコーサは、必ずしも保守派ではなく、コンパクトカー以下のクラスには効率性に優れたリアエンジン方式を採用する柔軟性も備えた技術者だった。従って、より効率に優れた前輪駆動方式にも早くから目を向けていたのである。
戦後の主力車種「1100/103」となる「ティーポ103」開発中の1947年に、ジアコーサは「ティーポ102」という1.1リッターエンジンの前輪駆動車を企画していた。既にこの時点で、エンジンを横置き配置するという着想自体はあったという。だがそのプロジェクトは、前輪駆動車の技術面でネックとなる等速ジョイントの当時における信頼性とコストの問題で、立ち消えになっていた。
そしてフィアットで、ふたたび前輪駆動がプロジェクトとして着目されたのは、1958 - 1959年の計画車「ティーポ123」でのことだった。1.1リッターセダンとして起案されたこの車は、直列3気筒エンジン縦置き配置、というDKW風のレイアウトが計画されたのみで、実現しなかった。

### 契機となったミニ
その後、アレック・イシゴニスの設計で1959年にイギリスのBMCから発表された前輪駆動車開発名ADO15、ミニが、ダンテ・ジアコーサにも大きな影響を与えることになった。
「イシゴニス方式」と呼ばれるミニのレイアウトは、実用的な直列4気筒エンジン車としては最初の横置き前輪駆動であり（2気筒のミニカーでは横置き前輪駆動量産車の前例はあった）、小型化・省スペースに大きな成功を収めたもので、ジアコーサにも感銘を与えた。
だがイシゴニス方式は、エンジン直下にギアボックスを配置する「2階建て式」で、エンジンのオイルパンとトランスアクスルが一体化した構造であった。これはエンジン回りが複雑で、開発に既存エンジンを利用する場合でも、エンジン設計・生産に大変更が生じてコストがかかること、またパワーユニット全体の高さがかさみ、最低地上高を確保することが難しいなどの欠点があった。
そこでジアコーサは、イシゴニス方式を凌駕する前輪駆動方式開発のため、その弱点を克服することを企図した。

### ジアコーサ式前輪駆動と「プリムラ」
ジアコーサ方式の横置きエンジン前輪駆動は、エンジンとギアボックスの配置は以前のフロントエンジン・リアドライブ車同様に直列につなぎ、90度回転させ横置きにしたものである。そしてギアボックスの駆動力出口（アウトプット）を入力（クラッチ）側とし、差動装置（ディファレンシャル・ギア）のみを下方に突出させた。
ギアボックス配置が車体の一方に偏っていることから、差動装置も車体中心からオフセットした位置に置かれてしまうことになり、そこから左右輪へのドライブシャフトは左右で不等長となった。このためスロットルのオン・オフで舵が片方にとられるトルクステアは避けられなかったが、等速ジョイントの精度向上と、スクラブ径やサスペンションジオメトリーのセッティングによって、問題を実用水準まで克服した。
この配置でネックとなる横幅方向のスペースの制約は、ギアボックスを小型化（入出力を内部で反転させ、シャフト方向に短縮）し、エンジン補機類の取り回しも改良することでクリアした。またミニはラジエーターも横置き配置とし、エンジン駆動ファンのみで送風して冷却していたが、ジアコーサは縦置きエンジン車同様、前面で走行風に当たるようにラジエーターを配置し、サーモスタット作動の電動ファンを適宜駆動して冷却促進する手法を採った。これはスペース節減策とオーバーヒート回避策として極めて効果的であった。
ジアコーサ方式の前輪駆動はミニのイシゴニス式と異なり、エンジン構造とギアボックス潤滑の特殊化を要さず、トータルコストを抑えることができた。
この手法を採用した新しい小型車を、フィアット社は開発コード123E4として計画したが、前代未聞の新設計をいきなり主力のフィアットブランドでスタートさせるのは危険が多いと判断されたことから、まずは系列の中堅ブランドである「アウトビアンキ」車として開発がなされた。
アウトビアンキブランドでの新しい前輪駆動車は「アウトビアンキ・プリムラ」として1964年に発表された。エンジンはティーポ103の上級版「1200グランルーチェ」のOHV 1,221 ccを横置きに積んだ。プリムラは技術的に一定の成功を収めた。

## 「128」の基本構成
こうして、パイロットモデル「プリムラ」の開発をステップに、もっとも需要の多い1,100ccおよび1,200ccクラスのフィアット本流後継車種である「X1/1」プロジェクトがスタートする。
従来フィアットでこのクラスを担ってきた「1100」は、車体自体1953年の原設計であり、エンジンに至っては1932年の初代「バリッラ」以来、連綿と改良を重ねてきた時代物の3ベアリングOHVだった。この手堅いが古さは否めない万年主力車を、完全に一新するニューモデルに、フィアット・ブランド初の前輪駆動方式が導入されることになったのである。

### ランプレディのSOHCエンジン
ジアコーサ式レイアウトによるメリットは新たなパワーユニットを生んだ。ミニのパワーユニットはイシゴニス式レイアウトに合致して全高を抑えられるOHVエンジンであったが、ジアコーサ方式による全高とコスト面の余裕は、革新的プロジェクトにふさわしい新型SOHCエンジンの開発を可能にした（それに、在来型1100のOHVエンジンは基本設計があまりに古く、また重すぎた）。
エンジン設計をまかされたのは1955年にフェラーリより移籍してきたアウレリオ・ランプレディであった。彼はフィアット入社後、OHVでありながらダブル・ロッカーアームを用いてクロスフロー・多球式燃焼室仕様とした凝った設計の直列6気筒新型ユニットを設計して頭角を現した（このエンジンは上級車種のフィアット2100・2300シリーズに搭載されて非常に成功した）。
続いて1966年、124のための1,197cc4気筒OHVユニットを設計、さらにそのスポーツバージョンとして、1,438ccにボアアップのうえDOHC化した。その2本のカムシャフトの駆動には、当時まだ例が少なかったコグドベルトを採用したことが彼を有名にした。このユニットは、その派生モデルが1990年代まで生産されたほど完成度の高い優秀なエンジンであった。日本でランプレディユニットというとツインカムを指す場合が多い。
ランプレディは128用エンジンにもその経験を活かし、ベルトドライブカムシャフトのSOHC・5ベアリング、カム直打式でボアφ80.5×ストローク55.5mmの超ショートストローク型エンジンを開発した。このエンジンは1,116ccから55馬力を発生する、高回転型エンジンであった。こちらもランプレディSOHCユニットとして有名で、イタリア本国やイギリスでは特にこちらに人気がある。

### パッケージング
128のモノコックボディのスタイルは、直線基調の機能最優先かつ簡潔なもので、グラスエリアが広く明朗であり、総重量800kgに抑制されている。ジアコーサ式前輪駆動がそのパッケージングにもたらした影響は大きい。
旧型の1100に比べ、約50mm全長が短いにもかかわらず、上位車種の124よりも長い2,448mmのホイールベースを確保した。前輪駆動のメリットを生かし、床面にはセンタートンネルやリアディファレンシャルの張り出しがなく、フラットなフロアを実現していた。
更にコンパクトなリアサスペンション（後述）も手伝って、広大な室内とラゲッジスペースを確保した128は、自動車設計の歴史上でも優れたパッケージングの代表例にしばしば挙げられる。

### サスペンション
サスペンションにおいても128は新しい試みを導入し、四輪独立懸架となった。
先行モデルのプリムラは、フロントが横置きリーフスプリングで吊られたウィッシュボーン、リアは縦置き半楕円リーフスプリングによるリジッドと、手堅く平凡であったが、128はフロントがコイルスプリングによるマクファーソン・ストラットへ、リアも、ショックアブソーバーによってストラットを立てながら、スプリングは床下の横置きリーフスプリングで支持する独立懸架へと進化した。トレッドも広く取られ、軽量ボディと相まって、優れたハンドリングを獲得した。

## デビューから生産モデルの歴史

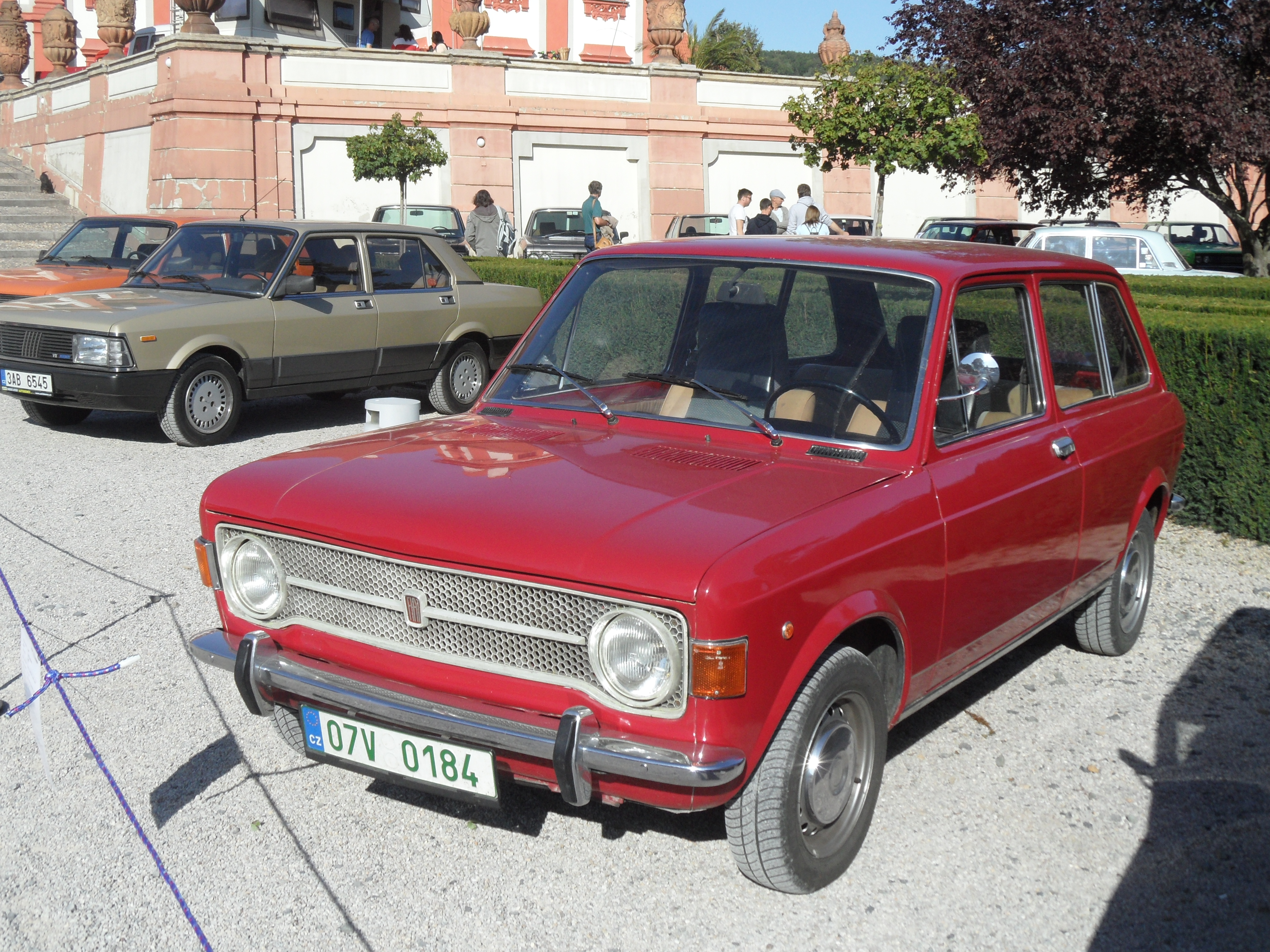
128ファミリアーレ(日本には輸入されなかった3ドアワゴン)

1969年3月にデビューした128のボディタイプは最初、4ドアセダン(ティーポ*128A)、2ドアセダン(128A/2)、さらに11月トリノショーで追加となった3ドアのステーションワゴン(128AF FはFamiliare：家族の意)をベースとし、1971年に排気量をアップした1,290ccのエンジンとともに、クーペ(128AC)、とラリー(128AR)を追加。さらに1975年クーペの3ドアハッチバック版として3P(Pはポルテ：ドアの意 型式は128AC)を追加、1974年5月からはその1,290ccをラインナップすべてに加え、内外装に若干の変更を加え、1985年までに350万台以上を生産する。革新的な技術を取り入れた歴史的モデルであると同時に、大衆車としても大ヒットモデルとなった。
何よりも、ジアコーザ発案の直列式横置きエンジン前輪駆動が、世界の前輪駆動車の大勢を占めることになった史実は大変に意義深いものである。1972年のホンダ・シビック、1974年のフォルクスワーゲン・ゴルフなどが先駆例であるが、その後世界各国に出現した横置きエンジン方式の前輪駆動車のほとんどが、「128」で確立された方式を踏襲しているのである。
(*出典: FAZA X1/9 STRADA 128 RACE WORLD & REPAIR MANUAL by Alfred S. Cosentino)
- 1970年 カー・オブ・ザ・イヤー受賞

## 派生型

### 128ラリー
フィアット・128ラリーは、1971年3月の第41回ジュネーブモーターショーで発表され、1974年まで生産された2ドアセダンのスポーティモデルである。
通常の128の1,116ccの4気筒エンジンと比較して、ラリーのタイプ「128 ARエンジン」は、ストロークは55.5mmを維持しながら内径は86mmに拡大され、総排気量は1,290 ccとなった。ツインチョークのウェーバー32 DMTRキャブレターも備え、バルブタイミングが修正され、圧縮比がわずか8.9:1になった。この他に、バキュームサーボ、エンジン保護プレート、良質なタイヤ、ギア比を調整した専用の4速トランスミッション、より大容量のバッテリー、ダイナモの代わりにオルタネーターの追加などベースモデルよりも改良されている。
多くのエクステリア上の特徴が、ラリーを他の128とは別の車であることを表現している。特にわかりやすいのが、4連装の丸型テールランプが装着されていることである。フロントにはブラックのラジエーターグリル、管状の棒で結合された分割バンパー、ハロゲンヘッドランプとバンパーマウント補助ランプがあり、さらにフィアットのスポーツカーに典型的な、丸いエンブレムが付いていた。リアのデュアルラウンドテールランプは、通常の2ドア128に見られる正方形のテールランプに取って代わった。ボンネットとトランクリッドの「Rally」バッジとサイドシルのストライプがスポーティな外観を形づくっている。インテリアは専用の人工皮革素材が用いられているほか、ダッシュボードにはタコメーターが標準装備され、水温計と油圧計が灰皿の代わりにセンターコンソールに移設された。ヘッドレスト付きフロントスポーツシートと2本スポークスポーツステアリングホイールが標準装備に置き換わった。
1972年10月、フィアットは128ラリーを含むセダンとステーションワゴンの全モデルにいくつかの改良を施した。特に、ラリーには新しい張り地(シート中央に布製のレザーレット)と、フロントバンパーチューブに黒いプラスチック製のカバーが装着された。

### 128クーペ
1971年11月の第53回トリノモーターショーで、フィアットは128のシャシーを短縮した2ドア4シーターのクーペ、128スポーツとも呼ばれる128クーペを発表した。1975年まで生産されたが、後年はミッドシップエンジンのX1/9が好まれ、販売が大幅に減少した。フィアットはこの後開発するX1/9の嘱託のためにベルトーネに引き合わなければならなかったため、1973年には「128 3P」と名前を変え、改良型ハッチバッククーペという形で社内競争を提供することが決定された。128 3Pは、Bピラーに既存のデザインを戻し、グリルとヘッドライトにいくつかのディテールを変更した。
クーペには、2つの異なるエンジン(1100(1,116cc)と1300(1,290cc))と2つの異なるグレード(SとSL)があり、合計4つのバリエーションが用意されていた。 ベースの「S」トリムでは、クーペには単一の長方形のフロントヘッドランプと、セダンのホイールとホイールキャップが装着された。より高価な「SL」(スポーツ・ルッソ用)は、4重丸型ヘッドランプ、専用グリル、ホイールキャップのないスチール製スポーツホイール、クローム仕上げのウィンドウサラウンドトリム、ドアハンドル、フューエルキャップ、シルとテールパネル全体に施されたブラックの装飾ストライプが特徴的だった。インテリアには、革で包まれたステアリングホイールや拡張された4ゲージの計器類などの専用のパーツが装着された。
搭載された2種類のエンジンは、それぞれ128セダンと128ラリーに搭載されていたユニットから開発され、どちらもツインバルブキャブレターと2ピースのエキゾーストマニホールドを装備していた。最高速度はそれぞれ150 km/h (93 mph)と160 km/h (99 mph)以上であった。128セダンと比較して、クーペはホイールベースが23 cm短くなり、トレッドはフロントで20 mm広く、リアで45 mm狭くなった。サスペンションはほかの128と同じく四輪独立懸架だが、フロントのアンチロールバーはラジアスロッドに置き換えられた。 ブレーキシステムは前部のディスクおよび後部のドラムから成っていた。このブレーキは、128ラリーで初めて採用されたフロントディスクとフロントサーボとバキュームサーボであり、装着することでより効率的に機能するようになった。
| 128 3P |  | 128 3P |
| 128 3P |  |        |

## 日本のFIAT 128
日本へは、フィアットの日本総代理店であった西欧自動車(西武自動車販売の前身)によって、1970年頃に4ドアセダンが輸入開始されたが、あまりに質素なスタイリングや貧弱な装備が災いして販売は不振で、1972年に西武自販が代理権を返上した際に販売は中止された。
その後、フィアットの輸入権を継承した安宅産業系列のロイヤル・モータースによって、1974年から輸入と販売が再開された。販売されたのは米国輸出仕様車がベースの4ドアセダン、2ドアセダンとクーペで、1,116ccエンジンは若干デチューンされ、8.5の圧縮比から49馬力となった。クーペの1,290ccは51馬力であった。その後、昭和48年排ガス規制に対応する形で、セダンもクーペと同じ1,290ccに変更され、車重も欧州仕様の800kgに比べ、848kgと若干重くなっていた。
(出典: ロイヤル・モータース株式会社カタログ)